# Bickton
Bickton est un hameau situé dans le District de New Forest dans le comté du Hampshire, en Angleterre. 

## Géographie
Bickton se trouve dans la paroisse civile de Fordingbridge, près du fleuve Avon, à 1,5 km au sud de Fordingbridge.

## Histoire
Avant 1066, le manoir a été tenu du King Edward par « Ketil the steersman ».
Bickton est enregistré dans le Domesday Book de 1086 alors qu'il est détenu par Hugh Maci d'Hugues d'Avranches, 1er comte de Chester.
Communauté de 18 familles, le village était alors plus important que le manoir de Fordingbridge,. 
La suzeraineté, au XIIIe siècle, comme il est mentionné ensuite, appartenait au comte de Salisbury, et en 1641 le manoir aurait été tenu du roi, du comté de Salisbury.
Aux XIIIe et XIVe siècles, le manoir était aux mains de la famille Fitz Aucher et, au XVe siècle, il appartenait à la famille Romsey. Le manoir passa aux Bartholomé, mais un conflit est apparu au XVIe siècle quand Thomas Bartholomew et sa femme Anne se sont plaints qu'Arthur Bulkeley et d'autres étaient entrés dans leur manoir de Bickton, avaient fracassé leurs haies et leurs portes, chassé leur bétail et emmené « une grosse cloche suspendue au toit du manoir depuis très longtemps et utilisée comme une cloche d'alerte quand un ennemi ou des voleurs étaient repérés ». 
En 1632, le manoir fut vendu à John Davenant qui était alors évêque de Salisbury. Il est resté aux Davenants tout au long du XVII.
Il a été acheté par  Sir Eyre Coote en 1766, et a rejoint le domaine de West Park à Rockbourne.
Bickton a son moulin depuis le Domesday Book. Au XIXe siècle, le moulin employait environ 25 personnes.

## Culture locale et patrimoine
Le hameau possède un manoir du XVe siècle (avec sa façade du XVIIe siècle) et des moulins à eau des XVIIIe et XIXe siècles qui ont été aménagés en appartements.